# Spoluvlastnictví
Spoluvlastnictví označuje vlastnictví dvou nebo více osob (spoluvlastníci) k jedné společné věci zároveň. V občanském zákoníku je spoluvlastnictví upraveno v § 1115 až § 1239. Spoluvlastnické podíly mohou být určeny ideálně (myšlené podíly), avšak také reálně (tj. spoluvlastník má určenu část, která patří jen jemu). V České republice je obecně spoluvlastnictví ideálně určených podílů upraveno pod názvem spoluvlastnický podíl v § 1121 až 1125 občanského zákoníku. Podobným právním institutem je společné jmění manželů, které ale může vzniknout jen mezi manželi. Další formou spoluvlastnictví je přídatné spoluvlastnictví (§ 1223–1235), kdy jsou spoluvlastníky vlastníci samostatných věcí tvořících funkční celek.

## Vznik spoluvlastnictví
Spoluvlastnictví vzniká převážně na základě smlouvy o koupi či darování věci, kterou na její kupující (obdarované) straně uzavře více subjektů. Může vzniknout také jako výsledek dědického řízení, nebo také jako výsledek společného vytvoření (zhotovení, zbudování apod.) věci, za určitých okolností také spojením či smísením dosud samostatných věcí apod.

## Práva a povinnosti vyplývající ze spoluvlastnictví
Spoluvlastník může se svým podílem nakládat podle své vůle, avšak jeho jednání nesmí být na újmu právům ostatních spoluvlastníků bez zřetele k tomu, z čeho vyplývají.
Spoluvlastníci rozhodují o společné věci podle velikosti svých podílů, přičemž podíly nejsou reálně určenou částí věci, ale ideální mírou určující vliv na nakládání s danou věcí. Není-li spoluvlastníky určeno jinak, jsou všechny podíly stejné. Při rovnosti hlasů nebo při nemožnosti dosáhnout většiny, případně jde-li o důležitou změnu společné věci a přehlasovaní spoluvlastníci s přijatým rozhodnutím nesouhlasí, rozhodne na návrh některého spoluvlastníka soud. Z právních jednání týkající se společné věci jsou spoluvlastníci oprávněni i povinni společně a nerozdílně. Spoluvlastníci rozhodují o společné věci třemi způsoby. V případě běžné správy společné věci je rozhodující většina hlasů spoluvlastníků (§ 1128). Pokud se jedná o významnou záležitost společné věci, která má vliv na její zlepšení nebo zhoršení, změnu účelu či její zpracování, je potřeba dosažení dvoutřetinové většiny hlasů spoluvlastníků (§ 1129). Souhlas všech spoluvlastníků je vyžadován v situaci, kdy je společná věc zatížena nebo se její zatížení ruší a jejich práva jsou omezena na dobu delší než deset let (§ 1132).
Každý spoluvlastník může kdykoli požádat o oddělení ze spoluvlastnictví nebo zrušení spoluvlastnictví v případě, že jde společná věc rozdělit. Nikdo nemůže být nucen ve spoluvlastnictví zůstat.

### Předkupní právo
Spoluvlastník má předkupní právo k převáděnému podílu, ledaže jde o převod osobě blízké, pakliže bylo spoluvlastnictví založeno pořízením pro případ smrti, a to po dobu 6 měsíců. Spoluvlastník se může předkupního práva vzdát. Jde-li o nemovitou věc zapsanou do veřejného seznamu, vzdání se předkupního práva se do něj zapíše.

## Bytové spoluvlastnictví
Bytové spoluvlastnictví je spoluvlastnictvím nemovité věci založené vlastnictvím jednotek. Může vzniknout, pokud je součástí nemovité věci dům alespoň se dvěma byty. Až na některé výjimky není dům samostatnou věcí, ale součástí nemovité věci (pozemku nebo práva stavby).
V podílovém spoluvlastnictví společenství vlastníků jednotek jsou společné prostory domu, zatímco jednotlivé byty a nebytové prostory (jednotky) jsou předmětem samostatného vlastnického práva jednotlivých vlastníků. Velikost podílů na společných částech domu se určuje vzájemným poměrem velikosti podlahové plochy jednotek k celkové ploše všech jednotek v domě. Podíl na společných prostorách samozřejmě přechází spolu s vlastnictvím bytu.

## Zánik spoluvlastnictví
Základním právem spoluvlastníka je, že ho nikdo nemůže nutit ve spoluvlastnictví setrvat. O vytržení ze spoluvlastnictví jde požádat kdykoli, kromě dvou výjimek. Zákonnými překážkami jsou nevhodná doba a újma byť i jednoho ze spoluvlastníků. Dle občanského zákoníku z roku 1964 se muselo kvůli oddělení spoluvlastníka celé spoluvlastnictví zrušit. V občanském zákoníku z roku 2012 se nic neruší, spoluvlastník si reálně vymezený díl oddělí.
Kromě zániku společné věci spoluvlastnictví zaniká, pokud se všechny spoluvlastnické podíly sejdou v rukách jednoho vlastníka, čímž splynou. K tomu může samozřejmě dojít na smluvním základě; pokud by šlo o věc nemovitou, musí být smlouva písemná. Nedojde-li však k dohodě, spoluvlastnictví bude na návrh kteréhokoliv spoluvlastníka zrušeno a vypořádáno soudem. Existují tři možnosti, jak může být spoluvlastnictví zrušeno a vypořádáno s tím, že první možnost má přednost před druhou a druhá před třetí:
1. Reálné rozdělení věci podle podílů: V případě, že se jedná o společnou věc, která má jako celek sloužit k určitému účelu, není její rozdělení možné. Nelze tedy rozdělit věc, u které to není fyzicky možné a snížila by se tak její hodnota. Zemědělský pozemek jde dělit pouze za předpokladu, že jeho nové části lze dále účelně obdělávat vzhledem k rozloze a možnosti stálého přístupu.[12] Pozemky lze dělit pouze výlučně na základě územního rozhodnutí o dělení nebo scelování pozemků, vydaného příslušným stavebním úřadem.[13] Toto neplatí v případě, kdy bude pozemek rozdělen za účelem zřízení stavby nebo za účelem, pro který lze pozemek vyvlastnit. Dalším příkladem jsou společné listiny. Nedohodnou-li se spoluvlastníci, u koho se uloží společné listiny, uloží je u nejstaršího spoluvlastníka, není-li tomu jinak nic na závadu. Ostatní spoluvlastníci obdrží na společný náklad úředně ověřené opisy nebo kopie.[14]
2. Soud přikáže věc jednomu nebo více spoluvlastníkům do jejich vlastnictví, zbývající spoluvlastníci dostanou soudem určenou finanční náhradu.[15] Typicky u věci, u které není možné reálné rozdělení.[16]
3. Pokud věc nechce žádný ze spoluvlastníků, soud věc prodá v soudní dražbě a výtěžek rozdělí spoluvlastníkům podle výše jejich podílů.[17] V odůvodněném případě může rozhodnout, že věc bude dražena jen mezi spoluvlastníky.[16]

Zákon spoluvlastníkům ukládá, aby si při zrušení spoluvlastnictví vzájemně vypořádali dluhy a pohledávky, které se týkají jejich spoluvlastnictví. Prodá-li se věc, uhradí se po stržení nákladů prodeje všechny dluhy ještě před tím, než se mezi spoluvlastníky rozdělí výtěžek.
Soud může rozhodnout o založení bytového spoluvlastnictví – dům lze rozdělit na jednotky a jednotlivé jednotky rozdělit mezi spoluvlastníky.
Pokud spoluvlastníci neuzavřeli dohodu v písemné formě, mají bývalí spoluvlastníci po zrušení právo žádat potvrzení o tom, jak se vypořádali. U vypořádání nemovité věci zapsané do veřejného seznamu vznikají nová práva zápisem do tohoto veřejného seznamu.

### Odklad zrušení spoluvlastnictví
Odklad zrušení spoluvlastnictví je v současné úpravě občanského zákoníku novým institutem, u kterého po určitou dobu nemůže dojít ke zrušení spoluvlastnictví.
K odkladu dochází z těchto důvodů:
- spoluvlastníci se dohodnou – odklad zrušení spoluvlastnictví lze domluvit maximálně na 10 let, ale lze ujednat i opakovaně.[23]
- rozhodnutí soudu – pokud navrhující spoluvlastník prokáže důvody, může soud odložit zrušení spoluvlastnictví až na dva roky.[24]
- přání zůstavitele – zrušení spoluvlastnictví může být zrušeno pořízením pro případ smrti (závěť, dědická smlouva, dovětek).[25]

## Zajímavosti
Zajímavou formou spoluvlastnictví je takzvaný baugruppe (zavedený například v Berlíně). Pokud o určitý pozemek nejeví zájem developeři a zároveň není vhodný pro standardní městskou výstavbu, nabídne ho samospráva v soutěži i široké veřejnosti. Pokud se dohodne více vlastníků a s pomocí architekta vytvoří vítězný projekt, mohou pozemek zastavět. Baugruppe ale nepředstavuje klasický bytový, ale spíše komunitní soubor bytů, který má zpravidla i společenskou místnost.